# Maison Böttinger

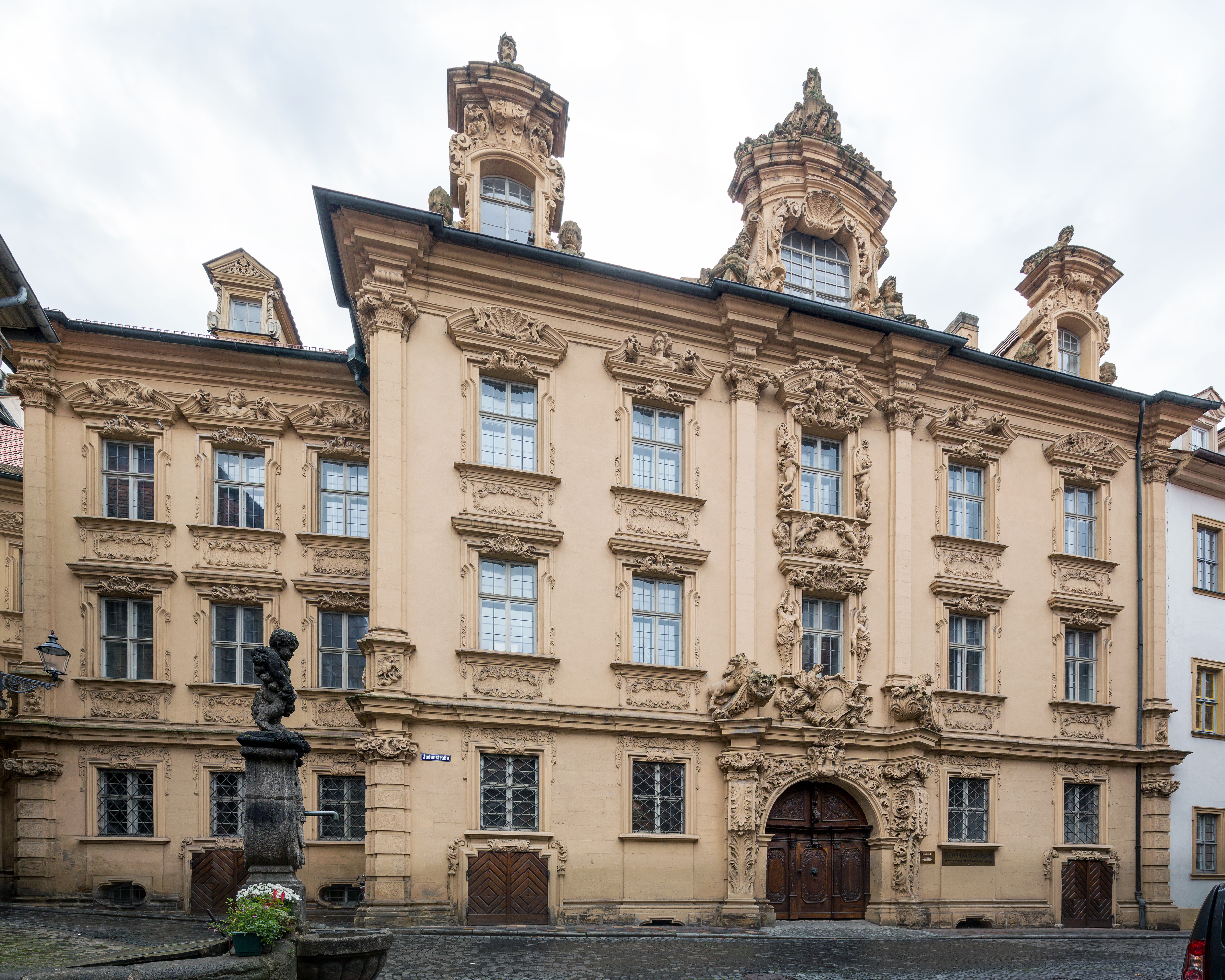
Façade de la Böttingerhaus

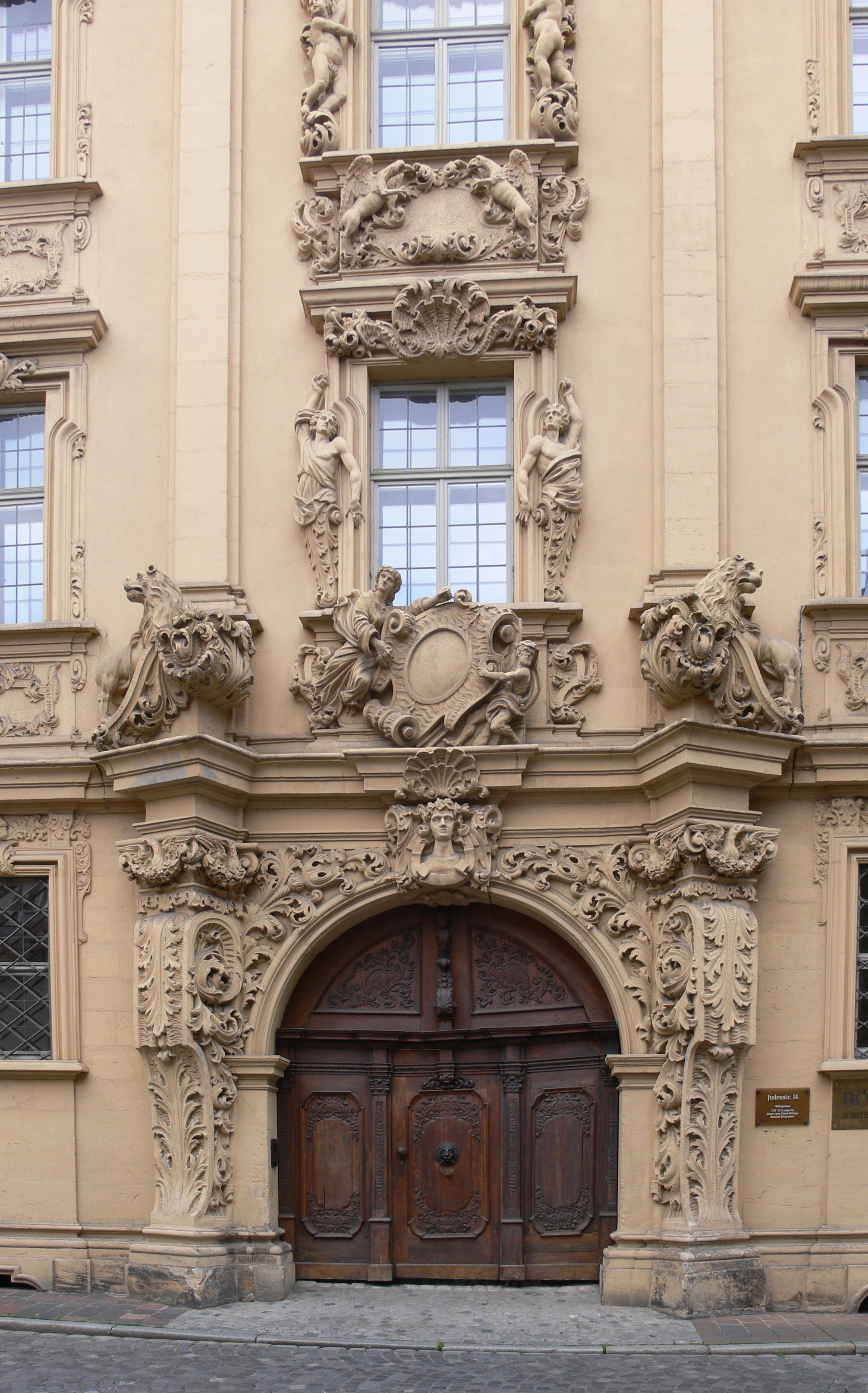
Portail sur la Judenstrasse

La Böttingerhaus, parfois aussi appelé Prellshaus, est un palais urbain situé sur la Judenstrasse dans la ville bavaroise de Bamberg. C'est l'un des bâtiments bourgeois baroques les plus importants du sud de l'Allemagne.

## Histoire
Le bâtiment a été commandé par le conseiller privé et envoyé du directeur de district Johann Ignaz Michael Tobias Böttinger et construit en 1707-1713. Le bâtiment, basé sur le modèle des palais italiens, montrait de manière impressionnante aux contemporains la prospérité du bâtisseur bourgeois et peut être considéré comme un exemple classique de l'essor de cette frange de la population au XVIIIe siècle. 
Les propriétés et les bâtiments de Böttinger comprennent la Böttingerhaus, la Villa Concordia à Bamberg, sa propriété sur Milchweg, la maison de campagne Böttinger à Stegaurach et le petit château à Kolmsdorf.
Le dessinateur du palais de la ville n'a pas été transmis par écrit, c'est pourquoi seule une critique stylistique des architectes travaillant dans la ville et ses environs peut être déduite. Alors que certains voient Maximilian von Welsch comme l'architecte, les recherches plus récentes tendent vers le Johann Ammon jusque-là plutôt inconnu.

## Description
La façade a dû être laborieusement adaptée aux conditions exiguës du plan de la ville, ce qui était un défi particulier pour l'architecte. La façade est divisée en un bâtiment principal et deux bâtiments annexes.  
L'intérieur se caractérise par un escalier imposant, des pièces somptueusement meublées et une cour décorée. Les riches décorations en stuc ont été créées par Johann Jakob Vogel, qui était souvent actif à Bamberg à l'époque, les peintures sont de Johann Georg Bogner et Johann Jakob Gebhard. Une particularité du bâtiment est la connexion avec le jardin dont les terrasses sont accessibles depuis chaque étage de l'aile arrière.
En 1955, Götz Freiherr von Pölnitz achète la maison et la rénove. Il y a une galerie d'art dans le bâtiment depuis 1992, elle n'est donc plus ouverte au public.

## Autres
Le Böttingerhaus est le lieu de naissance de l'éditeur et journaliste August Prell .

## Littérature
- Christine Freise-Wonka : Ignaz Tobias Böttinger (1675-1730) et ses bâtiments. Un fonctionnaire bourgeois de l'absolutisme, sa vie et ses activités de construction. Études de Bamberg sur l'histoire de l'art et la préservation des monuments, volume 4. Bamberg : Chaire d'histoire de l'art et d'études supérieures en préservation des monuments à l'Université de Bamberg 1986,  (ISBN 3-925009-03-5).
- K. Th. Löffler : La Maison Boettinger à Bamberg. Un conte de fées baroque . Avec 3 illustrations d'après des peintures de Paul Barthel. Dans : Reclams Universum 42.2 (1926), numéro 43 de 22. Juillet 1926, p. 1125-128.

## Liens web
- Böttingerhaus (avec photos)